# The Gossman Project
The Gossman Project Es el nombre de la primera serie de demos grabada por el trío Mike McCready/Stone Gossard/Jeff Ament para comenzar a publicitar su banda, que con el tiempo se convertiría en Pearl Jam.
Mientras McCready, Gossard y Ament trabajaban en el proyecto de Temple Of The Dog, comenzaron a grabar una serie de demos instrumentales durante agosto de 1990. Matt Cameron, baterista del grupo Soundgarden en ese entonces, los apoyó tocando la batería en diez de las canciones, mientras que Chris Friel, baterista del grupo Shadow (de donde provenía McCready) contribuyó en otros dos ("Times of Trouble" y "Black"). Gossard y Ament distribuyeron la cinta (con títulos provisionales solamente) entre varios de sus contactos y grupos de varios lugares de los Estados Unidos.
De esta serie de demos, seleccionaron 5 canciones que le darían a Jack Irons, exbaterista de Red Hot Chilli Peppers, para que se encargara de repartirlo entre sus conocidos. Dicho demo sería conocido como "The Stone Gossard Demo '91", y sería el que llevaría a Eddie Vedder a unirse a la naciente banda.

## Lista de canciones
1. The King - (Even Flow)
2. Dollar Short - (Alive)
3. Richard's 'E' - (Alone)
4. 'E' Ballad - (Black)
5. Untitled - (Canción desconocida)
6. Weird 'A' - (Animal)
7. 7Up - (Pushin' Forward Back)
8. Doobie 'E' - (Breath)
9. Agytian Crave - (Once)
10. Times of Trouble - (Footsteps/Times Of Trouble (Temple Of The Dog)
11. Evil 'E' - (Just a Girl)
12. Folk 'D' - (Red Mosquito)

- Todas las canciones son instrumentales. En la lista, el primer nombre es el nombre provisional, mientras que el que aparece entre paréntesis es el nombre definitivo.